# Stade Daniel-Villa-Zapata
Le stade Daniel-Villa-Zapata (en espagnol : Estadio Daniel Villa Zapata) est un stade situé à Barrancabermeja (Colombie). L'enceinte est surtout utilisée pour les matchs de football de l'Alianza Petrolera. Le stade d'une capacité de 10 400 places porte le nom de  Daniel Villa Zapata, un dirigeant sportif.

## Histoire
L'Estadio Daniel Villa Zapata a été construit en 1970. Le stade avait initialement une capacité de 6000 places. Depuis 1992, il a servi de stade à domicile pour l'équipe de deuxième division Alianza Petrolera. Lorsque Alianza Petrolera a été promu en première division en 2012, le stade ne répondait plus aux exigences. Le stade a été entièrement démoli et reconstruit sur le même site. Lors de la rénovation, l' Alianza Petrolera joue ses premières saisons dans l'élite colombienne dans d'autres stades de la région notamment à l'Estadio Álvaro Gómez Hurtado à Floridablanca. En avril 2015, l'Alianza Petrolera est retourné sur son terrain d'origine. La nouvelle capacité du stade est de 10 400 places.